# Yaalhichín
Yaalhichín är en ort i Mexiko.   Den ligger i kommunen Chamula och delstaten Chiapas, i den sydöstra delen av landet, 700 km öster om huvudstaden Mexico City. Yaalhichín ligger 2 213 meter över havet och antalet invånare är 500.
Terrängen runt Yaalhichín är huvudsakligen kuperad, men österut är den bergig. Terrängen runt Yaalhichín sluttar norrut. Runt Yaalhichín är det tätbefolkat, med 550 invånare per kvadratkilometer. Närmaste större samhälle är San Cristóbal de las Casas, 12,7 km söder om Yaalhichín. I omgivningarna runt Yaalhichín växer huvudsakligen savannskog.